# Luciano Zampatti
Luciano Zampatti, född 12 maj 1903 i Sankt Moritz, Graubünden, Schweiz, död 1 december 1957 i Ponte di Legno, Lombardiet, var en italiensk backhoppare. Han var med i de olympiska vinterspelen i Sankt Moritz 1928 i backhoppning där han kom på 34:e plats.